# Anne Vanderlove
Anne Vanderlove, nom de scène d'Anna Van der Leeuw, est une auteure-compositrice-interprète française d'origine néerlandaise, née le 11 décembre 1943 à La Haye (Pays-Bas) et morte le 30 juin 2019 à Ergué-Gabéric (Finistère).
Elle était surnommée « la Joan Baez française ».

## Biographie
Elle naît à Scheveningue (quartier de La Haye aux Pays-Bas) le 11 décembre 1939, ou le 11 décembre 1943,, selon les sources, d'un père néerlandais artiste peintre  et d'une mère bretonne. Ayant rejoint les rangs de la Résistance, son père est arrêté puis déporté à Buchenwald. Il survit et rentre au pays. La mère d'Anne Vanderlove confie alors sa fille à ses parents qui vivent à Arradon (Morbihan). C'est ainsi qu'Anne Vanderlove est élevée en Bretagne par ses grands-parents maternels.
À 20 ans, elle entreprend des études de philosophie à Paris, où elle devient institutrice.
En 1965, alors qu'elle est à Paris pour se rendre à une mission humanitaire à l'étranger, elle observe des chanteurs dans la rue, et décide de composer et d'interpréter des chansons elle aussi. Elle commence sa carrière en 1965 en se produisant Chez Georges, un cabaret de la rue des Canettes, à Saint-Germain-des-Prés,.
Elle acquiert la célébrité en 1967 avec la chanson Ballade en novembre, qui lui vaut un Grand prix du disque, et le Grand prix de l’Académie de la chanson française. Elle enregistre l'album homonyme la même année. Durant les événements de mai 1968, elle chante dans les usines en grève. Rapidement alors, elle acquiert le surnom « la Joan Baez française ». Elle enchaîne avec d’autres titres tels que Les Petits cafés et La Fontaine de Dijon, mais elle se fâche par la suite avec sa maison de disque Pathé-Marconi. En 1970, elle participe aux chœurs de l'album culte de Gérard Manset : La Mort d'Orion. 
En 1972, elle s’installe en Bretagne, décide de s’auto-produire et ne chante plus que dans les écoles, les prisons, les maisons de la culture.  Après La vie s'en va, lauréat de l'Oscar de la chanson française en 1981, Partir et une dizaine d'autres disques produits par l'artiste elle-même, une compilation sur 3 CD sort en 1987.
Absente de la production musicale depuis quelques années, elle enregistre de nouveaux albums : Bleus en 1997, Silver en 1999, Escales en 2000 ; Femme de légende en novembre 2003, Rue Columbus en 2010 et Pour toujours, nous serons Charlie en 2015. En 2000, à la suite du naufrage de l'Erika, elle collabore avec les enfants de l'école de La Rabine de Vannes à la création du disque Pour que tous les oiseaux vivent heureux, vendu au profit de l'association Bretagne vivante, afin de développer les actions de formation et d'éducation à l'environnement.
Anne Vanderlove est marraine de l'association humanitaire Cœurs de bambous qui s'occupe d'orphelins au Cambodge. Elle est aussi marraine de l'association Enfants des rues de Bogota, en particulier pour soutenir Sandra Liliana Sanchez dans ses projets d'aide aux plus déshérités du bidonville El Paraiso à Ciudad Bolívar (banlieue de Bogota) en Colombie, marraine de La Nuit De La Photo.

### Mort
Elle meurt le 30 juin 2019 des suites d'un cancer à Ergué-Gabéric (Finistère), auprès de sa famille. Elle est inhumée au cimetière communal.

## Distinctions
- Grand Prix de l'Académie de la chanson française,
- Rose d'Or d'Antibes,
- Oscar de la Chanson Française,
- Trophée 1982 du Festival mondial de la chanson d'Antibes-Juan-Les-Pins
- Diplôme du Haut Commissariat à la langue française 1982
- Médaille de vermeil des Arts et des Lettres (1995).
- Par arrêté du 17 janvier 2013, elle est nommée chevalier de l'ordre des Arts et des Lettres par la ministre de la Culture, Aurélie Filippetti.